# Acacia tetanophylla
Acacia tetanophylla är en ärtväxtart som beskrevs av Bruce R. Maslin. Acacia tetanophylla ingår i släktet akacior, och familjen ärtväxter. Inga underarter finns listade i Catalogue of Life.